# Siasun Robot & Automation
Siasun Robot & Automation Company Limited (также известна как Siasun Robotics или Siasun) — китайская машиностроительная компания, один из крупнейших производителей робототехники, оборудования для сборки автомобилей и печатных плат, логистического оборудования (автоматизированные складские системы) на основе искусственного интеллекта. Основана в 2000 году, главная штаб-квартира расположена в городе Шэньян, международная штаб-квартира — в Шанхае. Siasun Robot & Automation является дочерней структурой Китайской академии наук.

## История
Основана в апреле 2000 года Цюй Даокуем как дочерняя структура Китайской академии наук. В 2016 году Siasun приобрела Teutloff Training and Welding Education Non-profit Ltd Liability Company — ведущую германскую профессионально-техническую школу машиностроения. В 2019 году Siasun начала строительство своего завода в Таиланде.

## Производственные мощности
Китайские заводы Siasun Robot & Automation расположены в городах Шэньян, Шанхай, Ханчжоу, Циндао, Тяньцзинь и Уси.

## Научные исследования
Главный центр исследований и разработок компании Siasun расположен в Шэньяне. В области робототехники Siasun тесно сотрудничает с Шэньянским институтом автоматизации Китайской академии наук и Китайско-Израильским интституом роботов в Гуанчжоу.

## Продукция
Продукция Siasun Robot & Automation экспортируется в десятки стран мира через филиалы в Гонконге, Сингапуре, Таиланде и Южной Корее; среди крупных клиентов компании — JD.com, BMW, Nissan, Ford, General Motors, SanDisk.
- Промышленные роботы для автомобильной и электронной промышленности (обработка, сварка, сборка, крепление, покраска, контроль и упаковка компонентов)[18]
- Промышленные роботы для логистики (сортировка пакетов)
- Мобильные роботы (перемещение компонентов в цехах и на складах, погрузка, разгрузка и сборка компонентов)
- Коллаборативные роботы
- Медицинские роботы и оборудование (роботы для регистрации и первичного осмотра пациентов, роботы для ежедневного ухода за пожилыми людьми, «умные» кровати, полуавтоматические кресла и вспомогательные приспособления для ходьбы)[19]
- Бытовые роботы (уборка помещений)
- Специальные роботы (роботы-официанты, роботы для встречи гостей, роботы для презентации товаров и услуг, роботы-гиды)
- Интеллектуальное оборудование для заводов, логистики и транспорта (автоматически управляемые транспортные средства для цехов и складов, линии для производства электронных плат и медицинских масок, автоматизированные складские системы, системы фильтрации и контроля электрооборудования для складов и цехов)
- Медицинские маски[10][20][21][22]

## Дочерние компании
В состав Siasun Robot & Automation входит несколько дочерних и аффилированных компаний, в том числе Beijing Siasun Electronic System.

## Акционеры
Среди институциональных инвесторов Siasun Robot & Automation значатся China Investment Corporation (2,46 %), Zhong Ou Asset Management (0,95 %) и China Southern Asset Management (0,64 %).